# Cetatea Belfort
Cetatea Belfort este azi o ruină istorică situată pe Valea Albula, pe șoseaua dintre Lenzerheide și Alvaneu, cantonul Graubünden, Elveția.
În 1499, în timpul războiului Suab, castelul a fost prădat și incendiat.

## Galerie de imagini

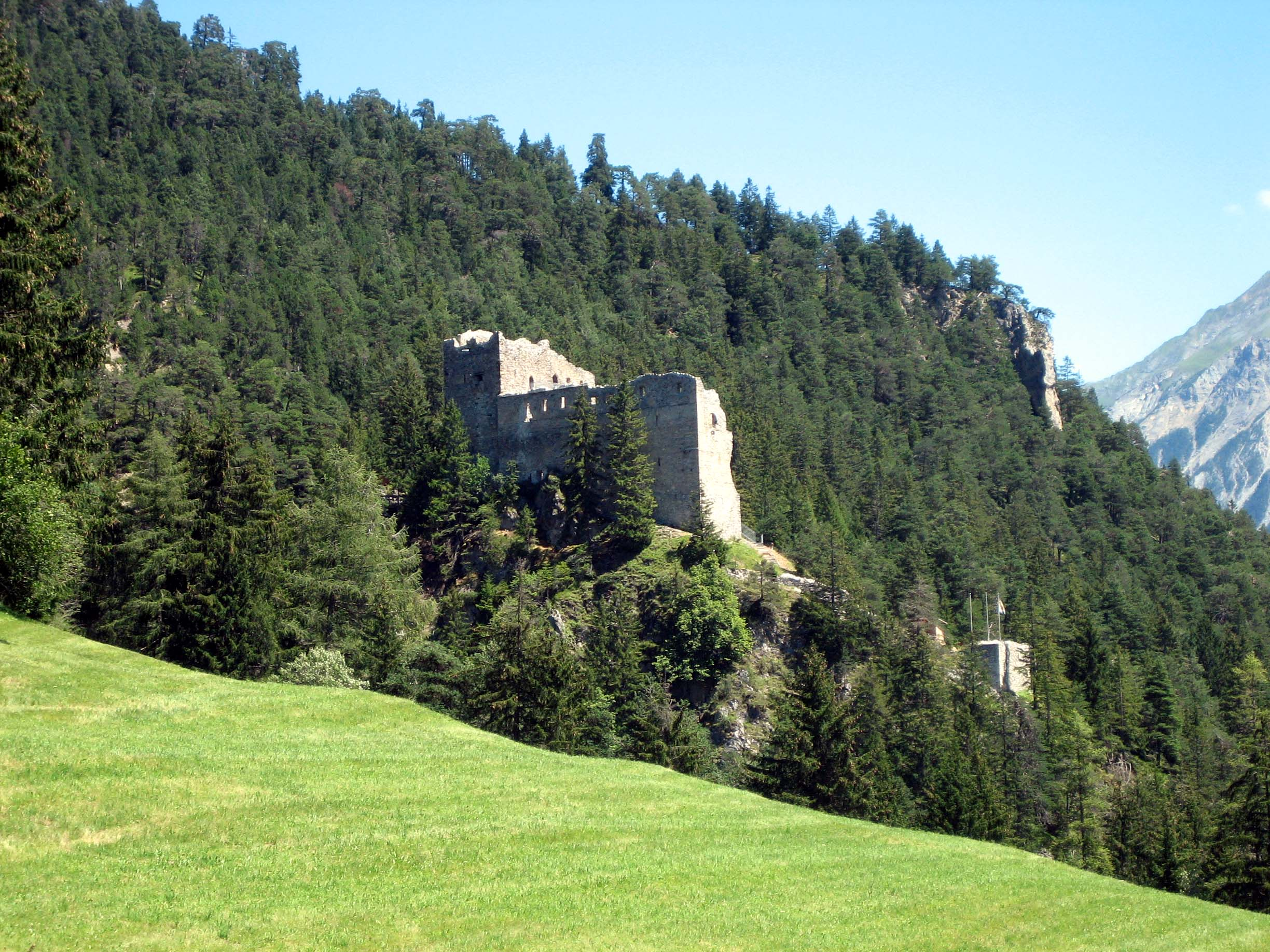
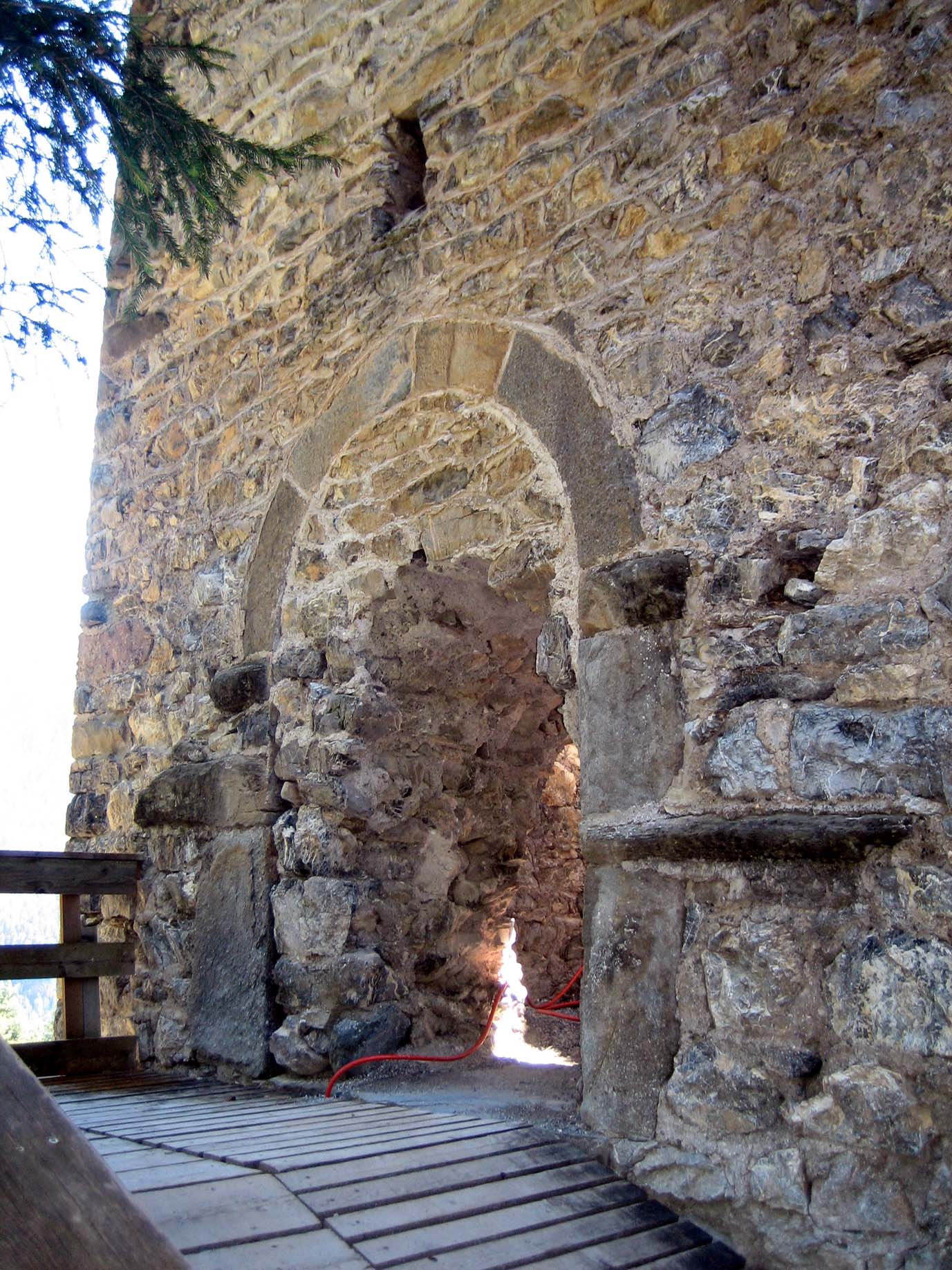
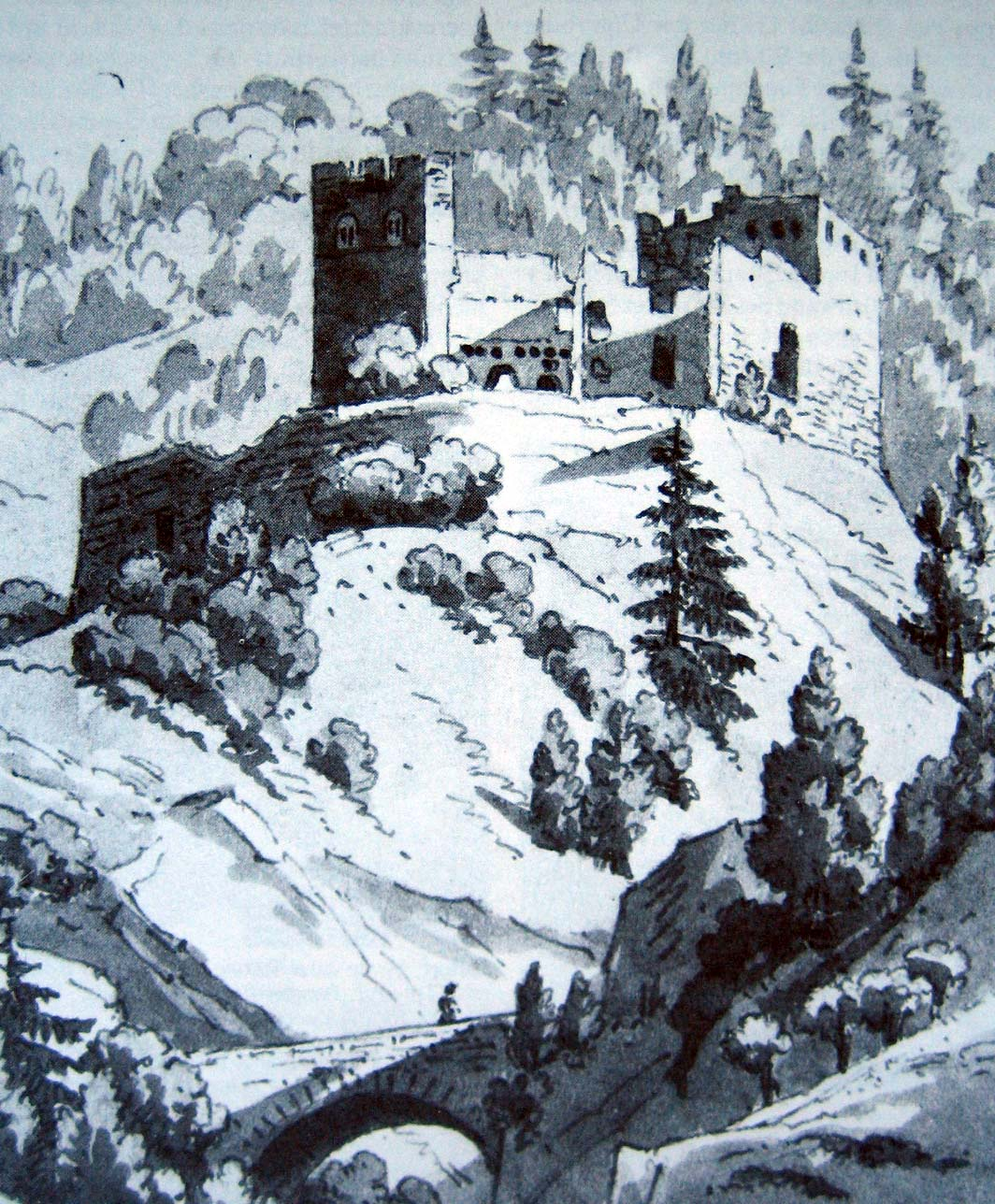
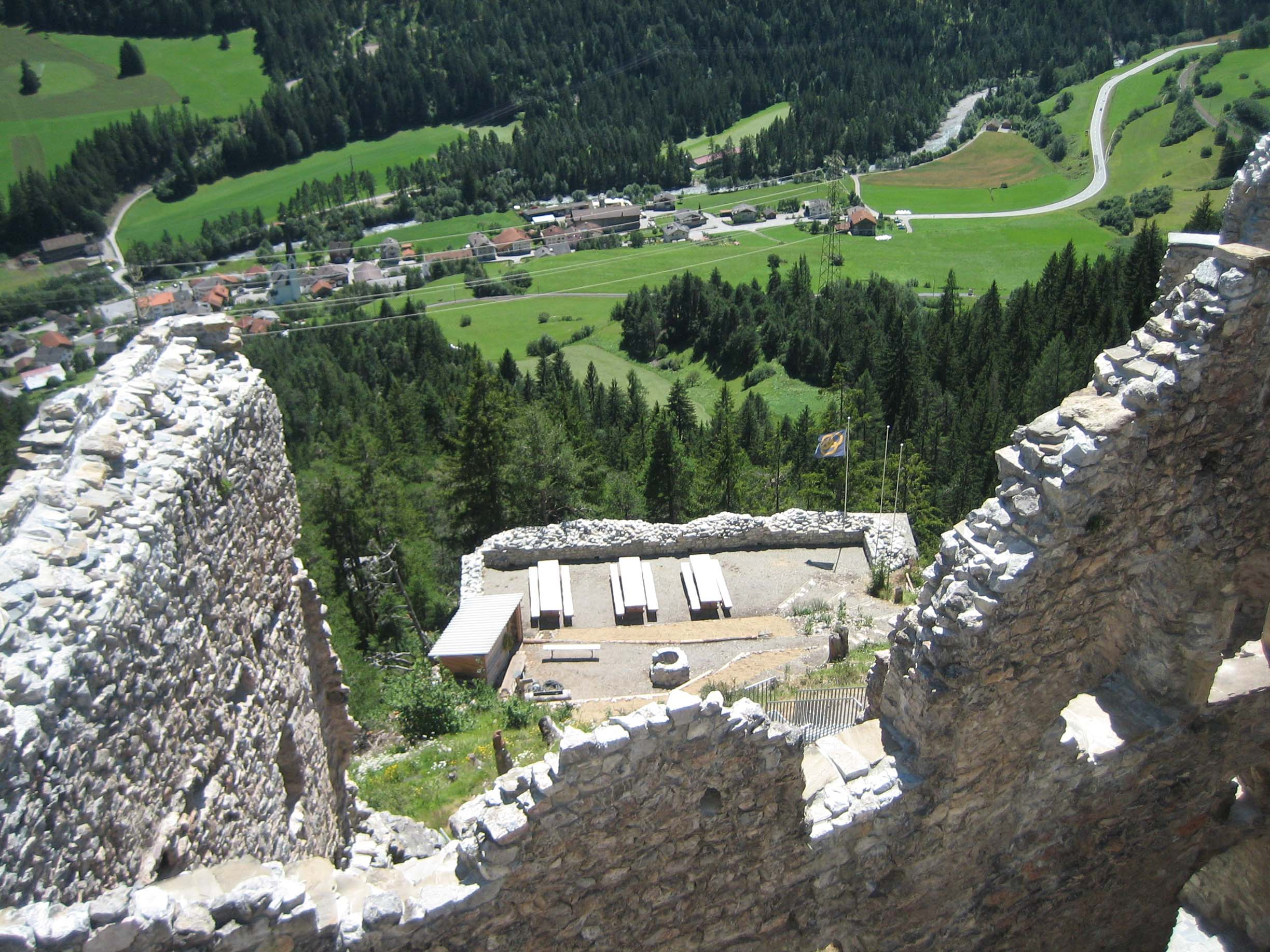
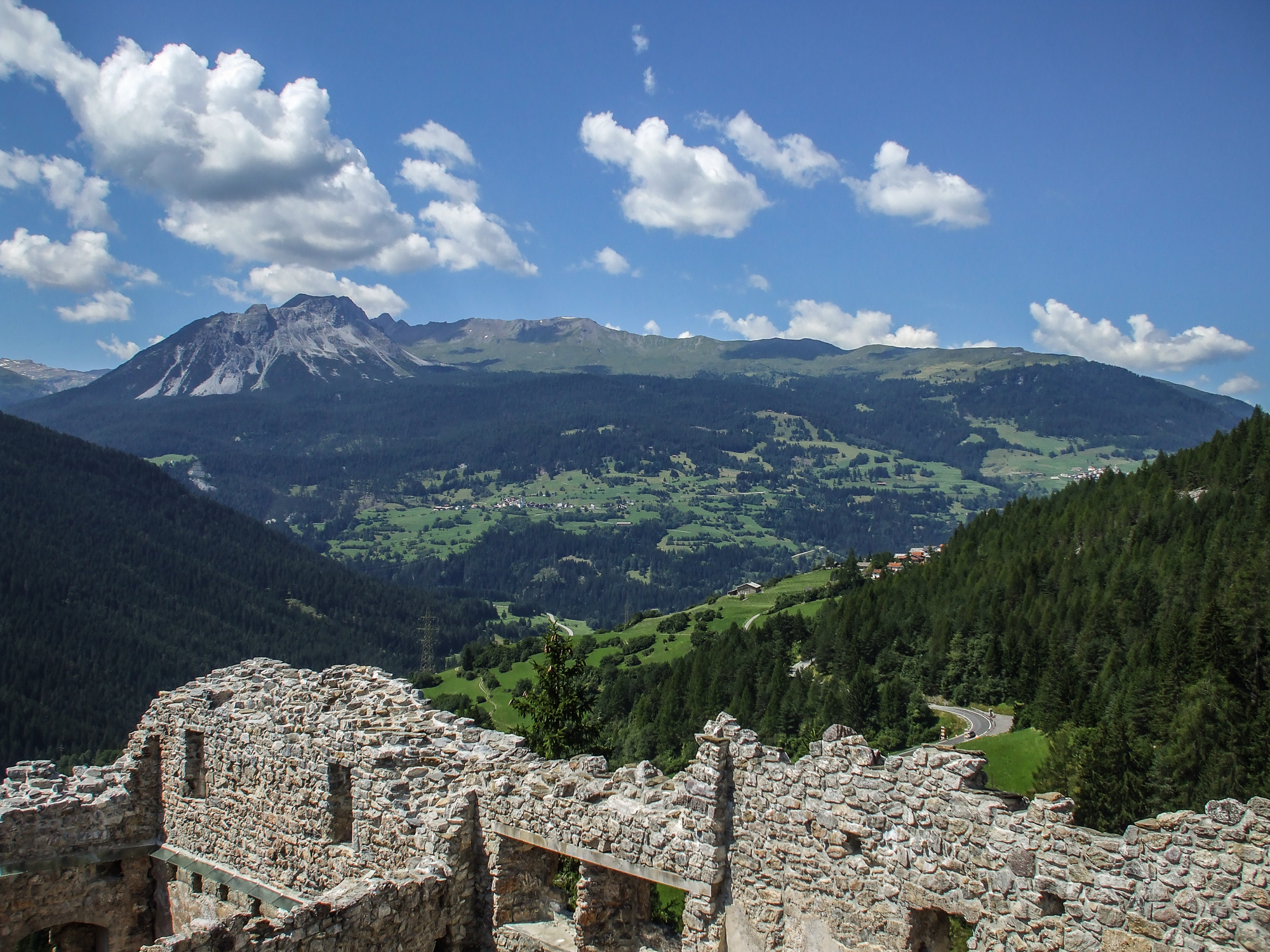
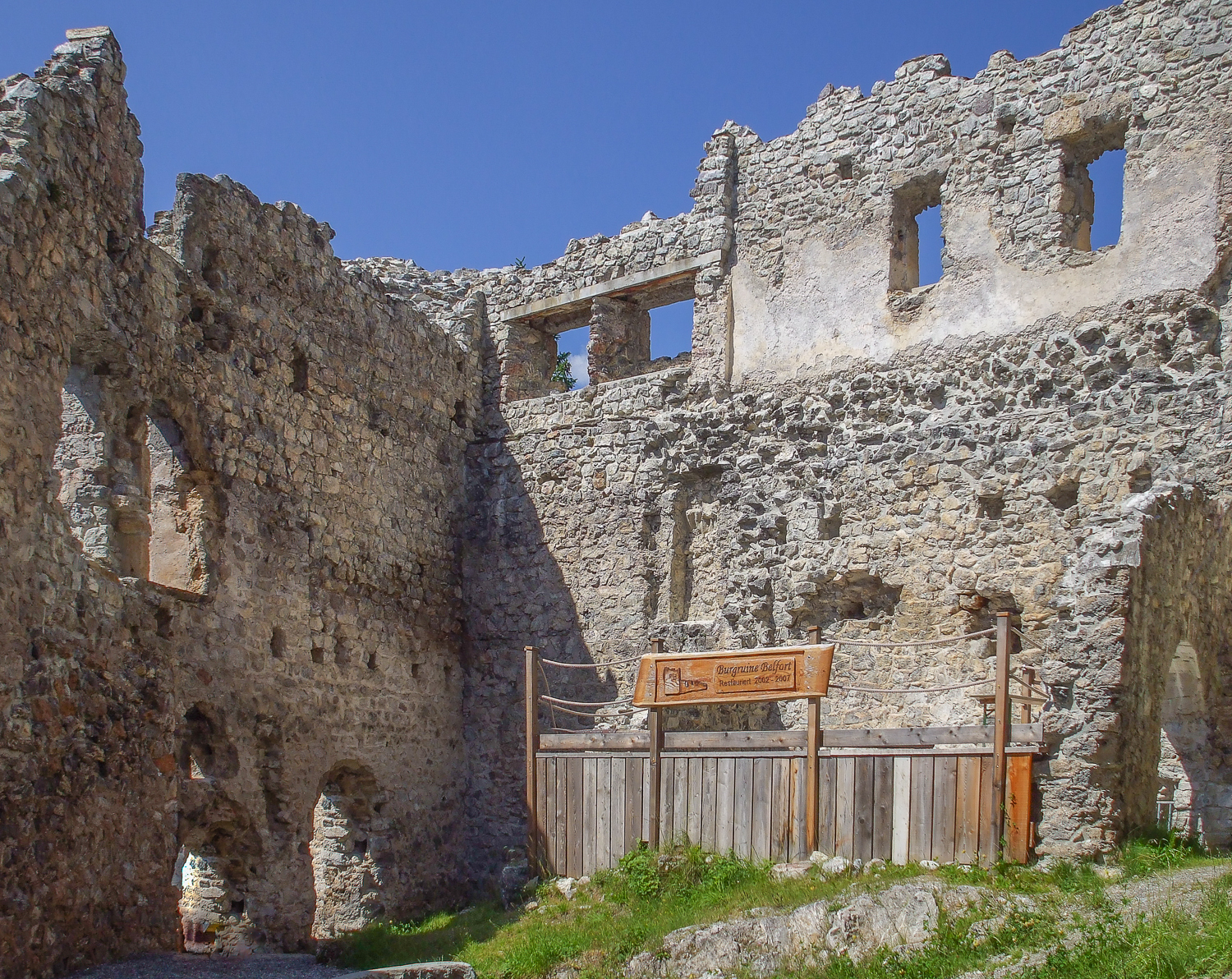